# Arcubisita
L'arcubisita és un mineral de la classe dels sulfurs. Fou descrita per S. Karup-Møller el 1976, i el seu nom prové dels elements que en formen part: argent (Ag), coure (Cu), bismut (Bi) i sofre (S).

## Propietats i formació
L'arcubisita és una sulfosal d'argent, coure, bismut i sofre, de la classe dels sulfurs, de fórmula química Ag₆CuBiS₄, de color gris fosc. Té una lluentor metàl·lica i la seva diafanitat és opaca. Es troba en forma de grans anèdrics de fins a 0,05 mm. Pot contenir impureses de plom, ferro i tel·luri.
Segons la classificació de Nickel-Strunz, l'arcubisita pertany a 02.LA.10, sulfosals sense classificar sense Pb essencial, juntament amb: dervil·lita, daomanita, vaughanita, criddleita, fettelita, chameanita, mgriita, benleonardita, tsnigriita, borovskita i jonassonita.

## Formació i jaciments
La seva localitat tipus és el dipòsit de criolita d'Ivittuut al sud-oest de Groenlàndia, on es va trobar juntament amb galena, hessita, aikinita, matildita, berryita, canfieldita, acantita, bismut, quars, fluorita i criolita. També se n'ha trobat als dipòsits de coure i zinc de Songjiang (Xina), a Nehbandan (Iran), Predazzo (Itàlia) i a Banská Štiavnica (Eslovàquia).